# De gestiis in civitate Mediolanensi
Il Liber de gestis in civitate Mediolani è un poema scritto dal frate Stefanardo da Vimercate. Fu una fonte importante per il frate Galvano Fiamma, il quale entrò nel convento di Sant'Eustorgio nel 1298, poco dopo la morte dello stesso Stefanardo.

## Organicità e trama
L'opera è formata da due libri a loro volta divisi rispettivamente in quindici e undici capitoli (ma l’ultimo capitolo del secondo libro è perduto e se ne conosce solo il contenuto perché riassunto nel prologo), per un totale di 1463 versi e narra le vicende milanesi dal 1259 al 1277.
Il prologo è scritto in prosa e ripercorre brevemente il contenuto del poema per facilitarne la comprensione.
Il Liber è conservato da un solo testimone medievale, il manoscritto O 161 sup. della Biblioteca Ambrosiana, che risale al XIV secolo. Nel codice ambrosiano il testo di Stefanardo è corredato da note esplicative rivolte a lettori che a quell’opera ricorrevano soprattutto per imparare la metrica.

## Critica
Il curatore Giuseppe Calligaris notò molte ispirazione dall'Eneide, dalla Tebaide e dalla Farsaglia, i principali modelli dell'epica medievale. L'opera, all'interno della cultura di Milano dei Visconti, confeziona contrasti tematici derivanti dalla storia antica (Ulisse-Aiace Telamonio, Cicerone-Catilina), svisati in contrasti morali (anima-corpo, ricco-povero, angelo-diavolo).
Poi l'unicità dell'opera sta nella sua narrazione: Stefanardo non racconta tutti i vent'anni nella loro completezza in ordine cronologico, in cui tra l'altro cita pochi nomi, ma ha preferito citare solo alcuni episodi singoli.